# Vanessa Spence
Vanessa Spence (sinh năm 1961, Kingston, Jamaica) là một tiểu thuyết gia người Jamaica. Cuốn tiểu thuyết đầu tay của cô, The Roads Down Down, đã giành giải thưởng Nhà văn Khối thịnh vượng chung năm 1994, Tiểu thuyết đầu tiên hay nhất, Canada và Caribe.
Cô lớn lên ở Jamaica, và học tại Đại học Oxford và Đại học Yale. Cô làm việc, với tư cách là một nhà kinh tế, ở Kingston. Cô ấy sống ở vùng núi xanh.

## Công trình
- Những con đường đang đi xuống, Heinemann, 1993, ISBN 978-0-435-98930-9

### Phê bình
- "Trái tim dại dột của cô ấy", Tạp chí Caribbean về sách, tháng 5 năm 2009
- "Những con đường mang tính cách mạng", Tạp chí Caribbean về sách, tháng 7 năm 2010